# Проксимальний нирковий тубулярний ацидоз
Проксимальний нирковий тубулярний ацидоз (ПНТА), проксимальний нирковий канальцевий ацидоз або нирковий тубулярний ацидоз (НТА) 2-го типу — це тип НТА, спричинений нездатністю клітин проксимальних канальців реабсорбувати фільтрований бікарбонат із сечі, що призводить до його втрати з сечею та подальшої ацидемії. При цьому дистальні вставні клітини функціонують нормально, тому ацидемія менш виражена, ніж при дистальному НТА, і сеча може підкислюватися до pH нижче 5,3. Проксимальний НТА також має кілька причин й іноді може бути присутнім як окремий дефект, але зазвичай пов'язаний з більш генералізованою дисфункцією проксимальних канальцевих клітин (синдром Фанконі), коли також спостерігаються фосфатурія, глікозурія, аміноацидурія, урикозурія та канальцева протеїнурія.
Пацієнти з ПНТА 2-го типу також зазвичай мають гіпокаліємію через поєднання вторинного гіперальдостеронізму та втрат калію з сечею, хоча рівень калію в сироватці крові може бути хибно підвищеним через ацидоз. Прийом бікарбонату перед прийомом калієвих добавок може призвести до погіршення гіпокаліємії, оскільки під час підлужування калій переміщується з сироватки крові в клітини.
Основною ознакою синдрому Фанконі є демінералізація кісток (остеомаляція або рахіт) через втрату фосфатів та вітаміну D.

## Етіологія
Причини проксимального НТА можна розділити на первинні, ізольовані та вторинні, або ті, що пов'язані з іншим захворюванням. Первинними причинами часто є спадкові захворювання, спричинені мутацією одного гену. Вторинні розлади можна розділити на сімейні, набуті та ті, що пов'язані з іншими клінічними сутністями.
Первинні розлади
- Аутосомно-домінантний
- Аутосомно-рецесивний з очними аномаліями (викликана мутацією SLC4A4)
- Спорадичний у ранньому дитинстві (можливо, пов'язаний з незрілістю NHE-3)

Вторинні розлади
Сімейні розлади
- Цистиноз[3]
- Галактоземія[4]
- Хвороба накопичення глікогену (тип I)[5]
- Спадкова непереносимість фруктози[6]
- Синдром Лоу[7]
- Тирозинемія
- Хвороба Вільсона[8]

Набуті розлади
- Амілоїдоз[9]
- Множинна мієлома[10]
- Пароксизмальна нічна гемоглобінурія[11]
- Токсини, такі як ВААРТ, іфосфамід,[12] свинець та кадмій

## Діагностика
Діагностика проксимального НТА проводиться шляхом вимірювання рівня фракційної екскреції бікарбонату з сечею. Оскільки у цих пацієнтів нефрон не здатний реабсорбувати бікарбонат, його рівень в сечі буде високим.

## Лікування
Лікування полягає в пероральному прийомі бікарбонату. Однак це збільшує втрату бікарбонату з сечею та цілком може сприяти бікарбонатному діурезу. Кількість введеного бікарбонату може бути дуже великою, щоб компенсувати його втрати. Корекція пероральним бікарбонатом може посилити втрату калію з сечею та спричинити гіпокаліємію. Як і у випадку з дистальним НТА, усунення хронічного ацидозу повинне призвести до усунення демінералізації кісток.
Для лікування також можна застосовувати тіазидні діуретики, використовуючи спричинений ними алкалоз.